# 이별을 말하기 위해
〈이별을 말하기 위해〉(일본어: さよならをするために 사요나라오스루타메니[*])는 일본의 형제 포크 듀오 빌리 반반의 열 번째 싱글 앨범으로, 1972년 2월 10일 발매되었다. (7" Vinyl: X-11) 곡의 작사는 이시자카 코지 (石坂浩二), 작곡과 편곡을 사카타 코이치 (坂田晃一)가 맡았다. B사이드 곡은 〈들장미가 피어 있는 길〉(野ばらの咲いていた道 노바라노사이테타미치[*])이며, 작사를 스가와라 타카시 (형), 작곡을 스가와라 스스무 (동생), 편곡을 아오키 노조미 (青木望)가 맡았다.
이 곡은 니혼 TV에서 방송되었던 드라마 《3가 4번지》(3丁目4番地)의 주제가로 쓰여 알려졌다. 처음 이 곡은 B 사이드 곡처럼 취급되었지만 드라마가 종영된지 한 달가량 지났을 때, TV와 라디오에서 곡이 쇄도하여 레코드 사에서 "〈이별을 말하기 위해〉를 A 사이드로 하고 싶다."고 제안해 수락한다. 당시 포크송을 하던 음악가들은 자신들이 부를 노래는 본인들이 직접 만들어 발표하던 것이 일반적이었으나, 빌리 반반이 만든 곡을 외부 작곡가가 만든 곡이 밀어내며 되려 A 사이드 곡이 되자 착잡했을 것이라며 작사자 이시자카는 전한다. 이 곡의 성공을 외부 작곡가를 기용한 것을 주된 요인으로 보는 시각도 있다.
당시 빌리 반반은 1969년에 발표한 데뷔 싱글 〈하얀 그네〉(白いブランコ 시로이브란코[*]) 이후 장기간 별다른 주목을 받지 못했으나 이 싱글이 약 80만 장의 판매고를 기록하며 성공을 거뒀다. 하지만 동생인 스스무는 싱어송라이터로서, 또 아티스트로서 자부심이 대단한 반면 형은 묵묵히 일을 해내는 성격인지라 이러한 외부 작곡가 기용 건과 같은 부분에서 이견이 생기기 시작하여, 결국 4년 뒤인 1976년에 그룹은 해산하고 만다. (그 뒤 84년에 다시 결합한다.)
이 곡으로 빌리 반반은 1972년에 있었던 제23회 NHK 홍백가합전에 출연했는데, 이 때가 처음이자 마지막 출연이다. 또한 같은해의 제3회 일본가요대상에서 방송음악상을 수상하기도 했다. 곡의 인기에 더불어 수많은 아티스트에 의해 리메이크 되기도 했다.
1993년 9월 22일에 이르러 이 곡은 새로운 버전으로 다시 발매되었는데, 이 때의 트랙리스트는 원판과 다르며 상세는 아래에 기술한다. 이 버전은 니혼 TV의 방송 《더 선데이》의 엔딩 테마곡으로 사용되었으며 (대략 1993년 ~ 1994년), 1993년 산와 주류(三和酒類)의 소주 "이이치코"의 CM에도 삽입되었다.

## 수록곡

### 1972년 판
| #            | 제목                                                 | 작사            | 작곡            | 편곡          | 재생 시간 |
| ------------ | ---------------------------------------------------- | --------------- | --------------- | ------------- | --------- |
| 1.           | 〈〈이별을 말하기 위해〉〉 (さよならをするために)    | 이시자카 코지   | 사카타 코이치   | 사카타 코이치 | 3:01      |
| 2.           | 〈〈들장미가 피어 있는 길〉〉 (野ばらの咲いていた道) | 스가와라 타카시 | 스가와라 스스무 | 아오키 노조미 | 2:40      |
| 총 재생 시간 | 총 재생 시간                                         | 총 재생 시간    | 총 재생 시간    | 총 재생 시간  | 5:41      |

### 1993년 판
| #  | 제목                                          | 작사          | 작곡          | 편곡                       | 재생 시간 |
| -- | --------------------------------------------- | ------------- | ------------- | -------------------------- | --------- |
| 1. | 〈〈이별을 말하기 위해〉〉 (New Version)      | 이시자카 코지 | 사카타 코이치 | 키시무라 마사미 (岸村正実) |           |
| 2. | 〈〈이별을 말하기 위해〉〉 (Original Version) |               |               |                            |           |
| 3. | 〈〈이별을 말하기 위해〉〉 (Karaoke)          |               |               |                            |           |

## 발매 일정
| 버전                   | 일정            | 레이블      | 포맷              |
| ---------------------- | --------------- | ----------- | ----------------- |
| 〈이별을 말하기 위해〉 | 1972년 2월 10일 | Kit Records | 7" Vinyl (X-11)   |
| 〈이별을 말하기 위해〉 | 1993년 9월 22일 | 킹레코드    | 8cm CD (KIDS-153) |